# Malope rhodoleuca
Malope rhodoleuca är en malvaväxtart som beskrevs av René Charles Maire. Malope rhodoleuca ingår i släktet praktmalvor, och familjen malvaväxter. Inga underarter finns listade i Catalogue of Life.